# Como si fuéramos novios
Como si fuéramos novios es una película mexicana de 1986 dirigida por Sergio Véjar. Está protagonizada por Pedro Fernández, María Sorté, Tony Bravo, Ana Patricia Rojo y Manuel Medel.

## Sinopsis
Un niño llamado Andrés, cuyos padres viven peleando por la crítica situación económica en la que viven, y Laurita, una niña dulce criada por su abuelo, se quieren, la chica no logra alcanzar la felicidad plena debido a su ceguera. Por tal motivo, y con el único objetivo de conseguir el dinero necesario para operarla, él conseguirá un trabajo como mariachi, a pesar de que sus padres se opongan rotundamente.

## Reparto
| Actor              | Personaje                 |
| ------------------ | ------------------------- |
| Pedro Fernández    | Andrés                    |
| María Sorté        | Mamá de Andrés            |
| Tony Bravo         | Alejandro, Papá de Andrés |
| Ana Patricia Rojo  | Laura                     |
| Manuel Medel       | Abuelito de Laura         |
| Cesar Sobrevals    |                           |
| Raul Lopez de Lara |                           |
| Mary Montiel       |                           |
| Ines Murillo       |                           |
| Julio Santos       |                           |
| Baltazar Ramos E.  |                           |
| Hector Salinas     |                           |